# Tempus fugit (Roberto Cacciapaglia)
Tempus Fugit è l'ottavo album del compositore milanese Roberto Cacciapaglia, pubblicato nel 2003 dalla BMG Ricordi.
Il brano Lux Libera Nos è stato utilizzato come colonna sonora per lo spot televisivo per la Fernet Branca

## Tracce
1. Lux Libera Nos II
2. Toccata in A Minor from "The Boy Who Used to Dream Airplanes"
3. Aurora
4. Sigillo
5. Temple
6. Psalm 116 - Appeal to the Nations
7. Rainbows in the Dark
8. Lux Libera Nos I
9. Cadenza
10. Psalm 4 - Preghiera della Sera
11. Luminous Land
12. Tremolo - Lamps in the Wind